# Magnus Mattsson
Magnus Mattsson (født 25. februar 1999) er en dansk fodboldspiller, der spiller for den danske superligaklub F.C. København. Han har tidligere spillet for Silkeborg IF og hollandske NEC Nijmegen.
Magnus Mattsson har også spillet flere kampe for ungdomslandsholdene i Danmark, hvor han fik debut for Danmark med Danmarks U/18-hold.

## Klubkarriere
Mattsson startede sin karriere i den lille klub ved Silkeborg, ØBG Silkeborg. Her spillede han, indtil han i 2012 skiftede fra ØBG Silkeborg til Silkeborg IF i en alder af 13 år. Han har der i en lang periode spillet masser af kampe på Silkeborg IF's U-hold, hvor han startede på U14-holdet.

### Silkeborg IF
Han fik sin debut for Silkeborg IF's førstehold i Superligaen den 27. august 2017 på Jysk Park mod Hobro IK.
Han startede videre inde i pokalfinalen i DBU Pokalen, hvor Magnus Mattsson og Silkeborg IF skulle op mod Brøndby IF. Kampen endte med en 3-1 sejr til Brøndby IF. Kampen blev spillet i Telia Parken. Silkeborg IF rykkede nogle måneder efter kampen mod Brøndby IF i pokalfinalen ned i NordicBet Liga.
Magnus Mattsson blev i år 2018 valgt som årets spiller i Silkeborg IF.

### NEC
Den 28. juni 2021 blev det bekræftet, at Mattsson havde skrevet kontrakt med den hollandske klub NEC Nijmegen gældende indtil juni 2024 med option for yderligere et år.
Den 1. februar 2024 blev det offentliggjort, at NEC havde solgt Mattsson til F.C. København i den største transfer i NEC Nijmegens historie.

### F.C. København
I FCK har Mattsson en kontrakt, der løber til sommeren 2028.

## Karrierestatistik
STATS 18/19:
| Competition | Competition     | Kampe | Mål | Assist | Minutter spillet |
| ----------- | --------------- | ----- | --- | ------ | ---------------- |
| I alt :     | I alt :         | 20    | 7   | 4      | 1.566            |
|             | NordicBet LIGA  | 16    | 5   | 4      | 1.260            |
|             | Reserveligaen   | 2     | 1   | -      | 126              |
|             | Sydbank Pokalen | 2     | 1   | -      | 180              |

## Landsholdskarriere
Magnus Mattsson har endnu ikke opnået en A-landskamp for Danmark. Mattsson har dog fået en del minutter i benene for de danske U-landshold, hvor det i alt er blevet til 10 kampe og 1 mål. 
|               | Kampe | Vundne | Uafgjorte | Tabte | Målscore | Mål | Indsk. | Udsk. | Gule kort | Røde kort |
| U20-landshold | 2     | 1      | 0         | 1     | 4 - 3    | 0   | 1      | 0     | 0         | 0         |
| U19-landshold | 7     | 6      | 1         | 0     | 22 - 7   | 1   | 2      | 3     | 0         | 0         |
| U18-landshold | 1     | 0      | 1         | 0     | 4 - 4    | 0   | 1      | 0     | 0         | 0         |
| Alle hold     | 10    | 7      | 2         | 1     | 30 - 14  | 1   | 4      | 3     | 0         | 0         |

## Personlige forhold
Han er storebror til fodboldspilleren og tidligere holdkammerat Pelle Mattsson som spiller for Silkeborg IF, mens hans far Joakim Mattsson er cheftræner, og han har tidligere været assistenttræner i Silkeborg IF, Randers FC og Odense Boldklub.